# Paris-Tours 1990
La 84e édition de Paris-Tours a eu lieu le 14 octobre 1990. Elle constitue la onzième épreuve de la Coupe du monde de cyclisme et est remportée par le Danois Rolf Sørensen de l'équipe Ariostea.

## Classement final
|    | Coureur            | Pays      | Équipe       |    | Temps          |
| -- | ------------------ | --------- | ------------ | -- | -------------- |
| 1  | Rolf Sørensen      | Danemark  | Ariostea     | en | 7 h 9 min 32 s |
| 2  | Phil Anderson      | Australie | TVM          |    | m.t.           |
| 3  | Maurizio Fondriest | Italie    | Del Tongo    |    | m.t.           |
| 4  | Kim Andersen       | Danemark  | Z            |    | m.t.           |
| 5  | Andreas Kappes     | Allemagne | Toshiba      |    | m.t.           |
| 6  | Carlo Bomans       | Belgique  | Weinmann     | +  | 4 s            |
| 7  | Wiebren Veenstra   | Pays-Bas  | Buckler      |    | m.t.           |
| 8  | Sean Kelly         | Irlande   | PDM-Concorde |    | m.t.           |
| 9  | Frédéric Moncassin | France    | Castorama    |    | m.t.           |
| 10 | Adriano Baffi      | Italie    | Ariostea     |    | m.t.           |